# Adams Morgan
Adams Morgan es un barrio de gran diversidad en el Noroeste de Washington D. C., con centro en el cruce de la calle 18 con Columbia Road. Adams Morgan es el centro de la comunidad latina de Washington, y es una de las zonas importantes de vida nocturna de la ciudad, con muchos bares y restaurantes. Estos se encuentran principalmente en la calle 18, la principal calle comercial del barrio. Además es el barrio más densamente poblado de Washington. La mayoría del barrio se compone de casas adosadas del siglo XIX y principios del siglo XX, así como edificios con apartamentos. A pesar de las recientes mejoras en seguridad ciudadana y los esfuerzos por revitalizar el barrio, el crimen se mantiene como un problema importante. 
Dupont Circle se encuentra al sur de Adams Morgan, mientras que Mount Pleasant está al norte y Columbia Heights está al este. El barrio está delimitado por la avenida Connecticut al oeste, El parque de Rock Creek al noroeste, la calle Harvard al norte, la calle 16 al este y la calle U y la avenida Florida al sur.

## Historia
El nombre de Adams Morgan deriva de la combinación de los nombres de dos escuelas primarias: la escuela Thomas P. Morgan Elementary School (actualmente cerrada) y la escuela "para blancos" John Quincy Adams Elementary School. Cumpliendo con el dictado de la corte suprema en el caso Bolling v. Sharpe de 1954, las escuelas del distrito fueron desegregadas en 1955. El consejo de la comunidad de Adams-Morgan, comprendido por ambas escuelas y los barrios en los que funcionaban, se formó en 1958. La ciudad trazó los límites del barrio a través de cuatro barrios preexistentes —partes de Shaw, Kalorama Heights, Reed-Cooke y Lanier Heights— y llamó al área resultante con el nombre de ambas escuelas.
A fines de los años 60, los residentes se organizaron y trabajaron con la ciudad para construir una nueva escuela primaria y un complejo recreativo, un jardín maternal, canchas de tenis y baloncesto, una piscina climatizada con energía solar, una clínica y una pista de atletismo. El complejo se llamó Marie H. Reed Learning Center en homenaje al obispo Reed, un miembro activo de la comunidad, ministro y líder.

## Cultura
Junto con las comunidades hermanas al norte y este, Mount Pleasant y Columbia Heights, Adams Morgan ha sido desde hace tiempo una puerta de entrada para los inmigrantes. Desde los años 60, la presencia internacional predominante en ambas comunidades ha sido la latina, donde la mayoría de los inmigrantes proviene de El Salvador, Guatemala y otros países de América Central. Desde los inicios de los años 70, al igual que otras partes de Estados Unidos, en Adams Morgan ha aumentado el número de inmigrantes de África, Asia y el Caribe. La renovación del barrio, que también contribuyó al incremento en el costo de las viviendas, desplazó a muchos inmigrantes y residentes afroamericanos, así como a muchos pequeños comercios. De todas formas, la comunidad aún mantiene un grado de diversidad que se evidencia en la gran muestra de negocios y restaurantes internacionales. En el área de cuatro manzanas donde se encuentran la mayoría de los comercios, se puede elegir de una variedad de cocinas étnicas, como la española, etíope, guatemalteca, mexicana, italiana, vietnamita, del oeste de África, cajún, brasilera y china. Hay incluso algunos restaurantes estadounidenses, incluyendo el surtido habitual de restaurantes de comida rápida.
Adams Morgan también se ha convertido en un centro nocturno muy concurrido, con varios bares y clubes nocturnos con música en vivo. Más de 90 establecimientos tienen licencia para la venta de alcohol, lo que lo pone en el mismo nivel que otras áreas populares nocturnas, como Georgetown y Dupont Circle. Los comercios locales en la calle 18 fueron rápidamente reemplazados con clubes nocturnos, lo que llevó a que la Alcohol Beverage Control Board lanzara una moratoria en las licencias de venta de alcohol en el 2000, después de que grupos de residentes tuvieran éxito con sus actividades de lobby. La moratoria se renovó en el 2005, pero se relajó para permitir la emisión de nuevas licencias para restaurantes.
Otro barómetro de la persistente diversidad étnica, lingüística y cultural de Adams Morgan son sus escuelas públicas. Las escuelas Adams, Reed y H.D. Cooke todas tienen una población internacional, con niños provenientes de más de 30 países. La mayoría de los niños son de origen latino o afrodescendiente, y prácticamente todos los niños son de color. Al igual que en muchas partes de Estados Unidos, la segregación de facto ha reemplazado a la segregación de jure en las escuelas.
En el segundo domingo de septiembre el barrio organiza el Adams Morgan Day Festival (Festival del Día de Adams Morgan), una celebración callejera multicultural con música en vivo y puestos de comida y artesanías. Además, si el clima lo permite, cada sábado, excepto en los meses más fríos del invierno, los agricultores locales venden frutas, verduras e hierbas frescas y orgánicas, productos horneados y enlatados, quesos, jugo de manzana y flores en el mercado de granjeros, que ha funcionado en la misma ubicación desde hace más de 30 años.
En los años 60, las atracciones del barrio incluían a la panadería y restaurante Avignon Freres, el cine Ontario y el club de jazz Showboat Lounge. 
En el área funcionan varias líneas del WMATA Metrobus (autobuses de Washington D. C.), y las estaciones de metro más cercanas son Woodley Park-Zoo/Adams Morgan (línea roja) y Columbia Heights (línea verde).
Adams Morgan está en el área de servicios del Advisory Neighborhood Commission 1C. Los límites del ANC 1C son la calle 16 NW en el este, la calle Harvard NW y el parque Rock Creek al norte, el parque Rock Creek y la avenida Connecticut al oeste, y la avenida Florida y calle U al sur.